# 棱角山矾
棱角山矾（学名：[Symplocos tetragona] 错误：{{Lang}}：文本有斜体标记（帮助））为山矾科山矾属下的一个种。

## 扩展阅读
- 維基物種上的相關：棱角山矾